# Liste des monuments historiques d'Indre-et-Loire (K-Z)
Cet article recense une partie des monuments historiques d'Indre-et-Loire, en France.
Pour des raisons de taille, la liste est découpée en deux. Cette partie regroupe les communes débutant de K à Z. Pour les autres, voir la liste des monuments historiques d'Indre-et-Loire (A-J).
- Haut – A
- B
- C
- D
- E
- F
- G
- H
- I
- J
- K
- L
- M
- N
- O
- P
- Q
- R
- S
- T
- U
- V
- W
- X
- Y
- Z

## Liste
| Monument                                                      | Commune                                        | Adresse                                           | Coordonnées                                       | Notice                                            | Protection                                        | Date                                              | Illustration                                                  |
| ------------------------------------------------------------- | ---------------------------------------------- | ------------------------------------------------- | ------------------------------------------------- | ------------------------------------------------- | ------------------------------------------------- | ------------------------------------------------- | ------------------------------------------------------------- |
| Château de Langeais                                           | Langeais                                       |                                                   | 47° 19′ 29″ nord, 0° 24′ 22″ est                  | « PA00097795 »                                    | Classé                                            | 1922 1942                                         | Château de Langeais                                           |
| Église Saint-Jean-Baptiste de Langeais                        | Langeais                                       |                                                   | 47° 19′ 34″ nord, 0° 24′ 22″ est                  | « PA00097796 »                                    | Classé                                            | 1914 1933                                         | Église Saint-Jean-Baptiste de Langeais                        |
| Église Saint-Laurent de Langeais                              | Langeais                                       | Saint-Laurent                                     | 47° 19′ 40″ nord, 0° 23′ 55″ est                  | « PA00097797 »                                    | Classé                                            | 1990                                              | Église Saint-Laurent de Langeais                              |
| Gisement paléolithique de Roche-Cotard                        | Langeais                                       |                                                   | 47° 20′ 00″ nord, 0° 25′ 51″ est                  | « PA37000038 »                                    | Classé                                            | 2021                                              | Gisement paléolithique de Roche-Cotard                        |
| Maison                                                        | Langeais                                       | 14 rue Anne-de-Bretagne                           | 47° 19′ 26″ nord, 0° 24′ 21″ est                  | « PA00097799 »                                    | Inscrit                                           | 1944                                              | Maison                                                        |
| Maison                                                        | Langeais                                       | 1 rue Anne-de-Bretagne                            | 47° 19′ 27″ nord, 0° 24′ 23″ est                  | « PA00097798 »                                    | Inscrit                                           | 1943                                              | Maison                                                        |
| Maison de Rabelais                                            | Langeais                                       | 26 rue Gambetta Place Pierre-de-Brosse            | 47° 19′ 30″ nord, 0° 24′ 24″ est                  | « PA00097800 »                                    | Inscrit                                           | 1943                                              | Maison de Rabelais                                            |
| Castellum de Larçay                                           | Larçay                                         | Rue de la Tour                                    | 47° 22′ 03″ nord, 0° 46′ 35″ est                  | « PA00097801 »                                    | Inscrit                                           | 1926                                              | Castellum de Larçay                                           |
| Château du Rivau                                              | Lémeré                                         |                                                   | 47° 06′ 13″ nord, 0° 19′ 24″ est                  | « PA00097802 »                                    | Classé Inscrit Classé                             | 1918 1988 1999                                    | Château du Rivau                                              |
| Église Saint-Hilaire de Lémeré                                | Lémeré                                         |                                                   | 47° 05′ 00″ nord, 0° 20′ 07″ est                  | « PA00097803 »                                    | Classé                                            | 1921                                              | Église Saint-Hilaire de Lémeré                                |
| Château de Chavigny                                           | Lerné                                          |                                                   | 47° 08′ 11″ nord, 0° 06′ 28″ est                  | « PA00097804 »                                    | Classé Inscrit Classé                             | 1989 1995 1996                                    | Château de Chavigny                                           |
| Église Saint-Martin de Lerné                                  | Lerné                                          |                                                   | 47° 08′ 07″ nord, 0° 07′ 22″ est                  | « PA00097805 »                                    | Classé                                            | 1985                                              | Église Saint-Martin de Lerné                                  |
| Église Saint-Martin                                           | Lignières-de-Touraine                          | Rue de Rigny Usse                                 | 47° 17′ 51″ nord, 0° 24′ 58″ est                  | « PA37000032 »                                    | Classé                                            | 2014                                              | Église Saint-Martin                                           |
| Manoir de Fontenay                                            | Lignières-de-Touraine                          |                                                   | 47° 18′ 19″ nord, 0° 26′ 03″ est                  | « PA00097806 »                                    | Inscrit                                           | 1947                                              | Manoir de Fontenay                                            |
| Le Carroir Bon Air                                            | Ligré                                          |                                                   | 47° 06′ 51″ nord, 0° 16′ 23″ est                  | « PA00097808 »                                    | Classé                                            | 1889                                              | Le Carroir Bon Air                                            |
| Château de Sassay                                             | Ligré                                          | Sassay                                            | 47° 06′ 38″ nord, 0° 14′ 49″ est                  | « PA00097807 »                                    | Inscrit                                           | 1962                                              | Château de Sassay                                             |
| Église Saint-Martin de Ligré                                  | Ligré                                          | Le Bourg                                          | 47° 06′ 42″ nord, 0° 16′ 31″ est                  | « PA00097809 »                                    | Inscrit                                           | 1962                                              | Église Saint-Martin de Ligré                                  |
| Manoir de Beauvais                                            | Ligré                                          | Beauvais                                          | 47° 07′ 21″ nord, 0° 17′ 12″ est                  | « PA00097810 »                                    | Inscrit                                           | 1974                                              | Manoir de Beauvais                                            |
| Prieuré des Roches-Saint-Paul                                 | Ligré                                          | 10 rue du Prieuré                                 | 47° 07′ 59″ nord, 0° 16′ 46″ est                  | « PA00097811 »                                    | Inscrit                                           | 1952                                              | Prieuré des Roches-Saint-Paul                                 |
| Château d'Epigny                                              | Ligueil                                        |                                                   | 47° 02′ 12″ nord, 0° 47′ 22″ est                  | « PA00097812 »                                    | Inscrit                                           | 1951                                              | Château d'Epigny                                              |
| Église Saint-Martin de Ligueil                                | Ligueil                                        |                                                   | 47° 02′ 37″ nord, 0° 49′ 06″ est                  | « PA00097813 »                                    | Inscrit                                           | 1926                                              | Église Saint-Martin de Ligueil                                |
| Maison de Saint-Louis                                         | Ligueil                                        | Rue Veneau                                        | 47° 02′ 34″ nord, 0° 49′ 05″ est                  | « PA00097814 »                                    | Inscrit                                           | 1927                                              | Image manquante Téléverser                                    |
| Église Saint-Saturnin de Limeray                              | Limeray                                        |                                                   | 47° 27′ 36″ nord, 1° 02′ 33″ est                  | « PA00097815 »                                    | Inscrit Classé                                    | 1926 1992                                         | Église Saint-Saturnin de Limeray                              |
| Manoir d'Avisé                                                | Limeray                                        |                                                   | 47° 27′ 45″ nord, 1° 02′ 01″ est                  | « PA00097816 »                                    | Inscrit                                           | 1984                                              | Manoir d'Avisé                                                |
| Palais de justice de Limeray                                  | Limeray                                        |                                                   | 47° 27′ 34″ nord, 1° 02′ 24″ est                  | « PA00097817 »                                    | Inscrit                                           | 1968                                              | Palais de justice de Limeray                                  |
| Abbaye de Beaugerais                                          | Loché-sur-Indrois                              |                                                   | 47° 03′ 13″ nord, 1° 11′ 56″ est                  | « PA00097818 »                                    | Inscrit                                           | 1938                                              | Abbaye de Beaugerais                                          |
| Église Saint-Barthélémy-et-Saint-Laurent de Loché-sur-Indrois | Loché-sur-Indrois                              | Rue de la Mairie                                  | 47° 05′ 33″ nord, 1° 13′ 10″ est                  | « PA00097819 »                                    | Inscrit                                           | 1952                                              | Église Saint-Barthélémy-et-Saint-Laurent de Loché-sur-Indrois |
|                                                               | Loches                                         | Voir Liste des monuments historiques de Loches    | Voir Liste des monuments historiques de Loches    | Voir Liste des monuments historiques de Loches    | Voir Liste des monuments historiques de Loches    | Voir Liste des monuments historiques de Loches    | Voir Liste des monuments historiques de Loches                |
| Croix du cimetière du Louroux                                 | Le Louroux                                     |                                                   | 47° 09′ 42″ nord, 0° 47′ 10″ est                  | « PA00097842 »                                    | Inscrit                                           | 1973                                              | Croix du cimetière du Louroux                                 |
| Église Saint-Sulpice du Louroux                               | Le Louroux                                     |                                                   | 47° 09′ 39″ nord, 0° 47′ 15″ est                  | « PA00097843 »                                    | Inscrit                                           | 1973                                              | Église Saint-Sulpice du Louroux                               |
| Ferme abbatiale du Louroux                                    | Le Louroux                                     |                                                   | 47° 09′ 40″ nord, 0° 47′ 16″ est                  | « PA00097844 »                                    | Inscrit                                           | 1975                                              | Ferme abbatiale du Louroux                                    |
| Église Saint-Martin-de-Vertou de Lublé                        | Lublé                                          | Rue des Érables                                   | 47° 30′ 55″ nord, 0° 14′ 43″ est                  | « PA00097845 »                                    | Inscrit                                           | 1948                                              | Église Saint-Martin-de-Vertou de Lublé                        |
| Aqueduc de Luynes                                             | Luynes                                         |                                                   | 47° 23′ 50″ nord, 0° 34′ 06″ est                  | « PA00097846 »                                    | Classé                                            | 1862                                              | Aqueduc de Luynes                                             |
| Chapelle des Chanoinesses de Luynes                           | Luynes                                         |                                                   | 47° 23′ 14″ nord, 0° 33′ 17″ est                  | « PA00097852 »                                    | Inscrit                                           | 1926                                              | Chapelle des Chanoinesses de Luynes                           |
| Château de Luynes                                             | Luynes                                         |                                                   | 47° 23′ 11″ nord, 0° 33′ 12″ est                  | « PA00097847 »                                    | Inscrit                                           | 1926                                              | Château de Luynes                                             |
| Manoir de Malitourne                                          | Luynes                                         |                                                   | 47° 25′ 22″ nord, 0° 33′ 22″ est                  | « PA37000035 »                                    | Inscrit                                           | 2013                                              | Manoir de Malitourne                                          |
| Maison à colombages                                           | Luynes                                         | 4 rue Paul-Louis-Courier                          | 47° 23′ 07″ nord, 0° 33′ 13″ est                  | « PA00097849 »                                    | Classé                                            | 1978                                              | Maison à colombages                                           |
| La Mignonnerie                                                | Luynes                                         |                                                   | 47° 24′ 22″ nord, 0° 34′ 05″ est                  | « PA00097850 »                                    | Inscrit                                           | 1985                                              | La Mignonnerie                                                |
| Prieuré de Saint-Venant                                       | Luynes                                         |                                                   | 47° 23′ 10″ nord, 0° 33′ 32″ est                  | « PA00097851 »                                    | Inscrit                                           | 1948                                              | Prieuré de Saint-Venant                                       |
| Vieille halle de Luynes                                       | Luynes                                         | Rue des Halles                                    | 47° 23′ 08″ nord, 0° 33′ 15″ est                  | « PA00097848 »                                    | Classé                                            | 1930                                              | Vieille halle de Luynes                                       |
| Abbaye royale Saint-Michel de Bois-Aubry                      | Luzé                                           |                                                   | 47° 00′ 35″ nord, 0° 29′ 15″ est                  | « PA00097853 »                                    | Classé                                            | 1944                                              | Abbaye royale Saint-Michel de Bois-Aubry                      |
| Pierre Saint-Martin                                           | Luzillé                                        |                                                   | 47° 15′ 18″ nord, 1° 02′ 58″ est                  | « PA00097854 »                                    | Classé                                            | 1952                                              | Pierre Saint-Martin                                           |
| Château d'Argenson                                            | Maillé                                         |                                                   | 47° 03′ 35″ nord, 0° 34′ 21″ est                  | « PA00097855 »                                    | Inscrit                                           | 1947                                              | Château d'Argenson                                            |
| Église Saint-Martin de Maillé                                 | Maillé                                         | Le Bourg                                          | 47° 03′ 04″ nord, 0° 34′ 51″ est                  | « PA00097857 »                                    | Inscrit                                           | 1962                                              | Église Saint-Martin de Maillé                                 |
| Manoir de la Chetalière                                       | Maillé                                         |                                                   | 47° 03′ 46″ nord, 0° 35′ 47″ est                  | « PA00097856 »                                    | Inscrit                                           | 1977                                              | Manoir de la Chetalière                                       |
| Château de Marçay                                             | Marçay                                         | Le Château                                        | 47° 06′ 08″ nord, 0° 13′ 11″ est                  | « PA00097858 »                                    | Inscrit                                           | 1963                                              | Château de Marçay                                             |
| Église Saint-Pierre de Marçay                                 | Marçay                                         | Le Bourg                                          | 47° 05′ 58″ nord, 0° 13′ 02″ est                  | « PA00097859 »                                    | Inscrit                                           | 1962                                              | Église Saint-Pierre de Marçay                                 |
| Château de la Louère                                          | Marcé-sur-Esves                                |                                                   | 47° 02′ 09″ nord, 0° 40′ 38″ est                  | « PA00097860 »                                    | Inscrit                                           | 1962                                              | Image manquante Téléverser                                    |
| Église Saint-Martin de Marcé-sur-Esves                        | Marcé-sur-Esves                                | Marcé                                             | 47° 01′ 50″ nord, 0° 39′ 19″ est                  | « PA00097861 »                                    | Inscrit                                           | 1963                                              | Église Saint-Martin de Marcé-sur-Esves                        |
| Pierre de Faon                                                | Marcé-sur-Esves                                | La Pierre                                         | 47° 02′ 47″ nord, 0° 39′ 19″ est                  | « PA00097862 »                                    | Inscrit                                           | 1938                                              | Pierre de Faon                                                |
| Château de Marcilly-sur-Maulne                                | Marcilly-sur-Maulne                            |                                                   | 47° 32′ 59″ nord, 0° 14′ 02″ est                  | « PA00097863 »                                    | Classé                                            | 1944                                              | Château de Marcilly-sur-Maulne                                |
| Église Saint-Saturnin de Marcilly-sur-Maulne                  | Marcilly-sur-Maulne                            | Place de l'Église                                 | 47° 33′ 00″ nord, 0° 14′ 28″ est                  | « PA00097864 »                                    | Inscrit                                           | 1948                                              | Image manquante Téléverser                                    |
| Château de Mondon                                             | Marigny-Marmande                               |                                                   | 46° 58′ 04″ nord, 0° 28′ 15″ est                  | « PA00097865 »                                    | Inscrit                                           | 1931                                              | Image manquante Téléverser                                    |
| Église de Poncay                                              | Marigny-Marmande                               | 6 chemin de Ponçay                                | 46° 59′ 38″ nord, 0° 31′ 02″ est                  | « PA00097866 »                                    | Inscrit                                           | 1931                                              | Image manquante Téléverser                                    |
| Moulin Boutard                                                | La Membrolle-sur-Choisille                     |                                                   | 47° 26′ 40″ nord, 0° 37′ 45″ est                  | « PA00097867 »                                    | Inscrit                                           | 1951                                              | Image manquante Téléverser                                    |
| Château du Petit-Bois                                         | Mettray                                        | 11 rue des Bourgetteries                          | 47° 26′ 54″ nord, 0° 39′ 19″ est                  | « PA37000033 »                                    | Inscrit                                           | 2012                                              | Château du Petit-Bois                                         |
| Colonie agricole et pénitentiaire de Mettray                  | Mettray                                        |                                                   | 47° 26′ 59″ nord, 0° 39′ 33″ est                  | « PA37000016 »                                    | Inscrit                                           | 2003                                              | Colonie agricole et pénitentiaire de Mettray                  |
| Château des Belles Ruries                                     | Monnaie                                        |                                                   | 47° 29′ 24″ nord, 0° 45′ 26″ est                  | « PA00097868 »                                    | Inscrit                                           | 1989                                              | Image manquante Téléverser                                    |
| Manoir de Bourdigal                                           | Monnaie                                        | Avenue de Flavigny                                | 47° 30′ 13″ nord, 0° 46′ 49″ est                  | « PA00097869 »                                    | Inscrit                                           | 1930                                              | Image manquante Téléverser                                    |
| Site castral de Montbazon                                     | Montbazon                                      |                                                   | 47° 17′ 06″ nord, 0° 42′ 50″ est                  | « PA00097870 »                                    | Inscrit Classé                                    | 2012 2024                                         | Site castral de Montbazon                                     |
| Église Notre-Dame de Montbazon                                | Montbazon                                      |                                                   | 47° 17′ 12″ nord, 0° 42′ 51″ est                  | « PA37000014 »                                    | Inscrit                                           | 2003                                              | Église Notre-Dame de Montbazon                                |
| Hôtel-Dieu de Montbazon                                       | Montbazon                                      | 8 rue Emmanuel-Brault                             | 47° 17′ 14″ nord, 0° 42′ 57″ est                  | « PA00097871 »                                    | Inscrit                                           | 1981                                              | Hôtel-Dieu de Montbazon                                       |
| Maison médiévale                                              | Montbazon                                      | Rue Putsinus                                      | 47° 17′ 13″ nord, 0° 42′ 48″ est                  | « PA00135297 »                                    | Inscrit                                           | 1995                                              | Maison médiévale                                              |
| La Bourdaisière                                               | Montlouis-sur-Loire                            |                                                   | 47° 22′ 11″ nord, 0° 50′ 19″ est                  | « PA00097872 »                                    | Inscrit                                           | 1947                                              | La Bourdaisière                                               |
| Maison La Ramée                                               | Montlouis-sur-Loire                            | 36 quai Albert-Baillet                            | 47° 23′ 27″ nord, 0° 50′ 15″ est                  | « PA00097873 »                                    | Inscrit                                           | 1973                                              | Maison La Ramée                                               |
| Manoir de la Miltière                                         | Montlouis-sur-Loire                            |                                                   | 47° 23′ 00″ nord, 0° 51′ 44″ est                  | « PA00097874 »                                    | Inscrit                                           | 1973                                              | Image manquante Téléverser                                    |
| Presbytère de Montlouis-sur-Loire                             | Montlouis-sur-Loire                            | 3 rue Abraham Courtemanche                        | 47° 23′ 23″ nord, 0° 49′ 42″ est                  | « PA00097875 »                                    | Inscrit                                           | 1927                                              | Image manquante Téléverser                                    |
| Château de Montrésor                                          | Montrésor                                      | Grande-Rue                                        | 47° 09′ 21″ nord, 1° 12′ 05″ est                  | « PA00097876 »                                    | Classé                                            | 1996                                              | Château de Montrésor                                          |
| Église Saint-Jean-Baptiste de Montrésor                       | Montrésor                                      | Grande-Rue                                        | 47° 09′ 20″ nord, 1° 12′ 13″ est                  | « PA00097877 »                                    | Classé                                            | 1840                                              | Église Saint-Jean-Baptiste de Montrésor                       |
| Halle aux laines de Montrésor                                 | Montrésor                                      | Rue du Marché                                     | 47° 09′ 22″ nord, 1° 11′ 59″ est                  | « PA00097878 »                                    | Inscrit                                           | 1926                                              | Halle aux laines de Montrésor                                 |
| Hôtel de ville                                                | Montrésor                                      | 23 Grande-Rue                                     | 47° 09′ 20″ nord, 1° 11′ 59″ est                  | « PA00097879 »                                    | Inscrit                                           | 1962                                              | Hôtel de ville                                                |
| Maison                                                        | Montrésor                                      | 6 rue Xavier-Branicki                             | 47° 09′ 20″ nord, 1° 12′ 08″ est                  | « PA00097880 »                                    | Inscrit                                           | 1929                                              | Maison                                                        |
| Château de Montreuil-en-Touraine                              | Montreuil-en-Touraine                          | Rue du Bourg                                      | 47° 29′ 11″ nord, 0° 56′ 56″ est                  | « PA00097881 »                                    | Inscrit                                           | 1974                                              | Château de Montreuil-en-Touraine                              |
| Manoir de l'Ortière                                           | Monts                                          |                                                   | 47° 18′ 03″ nord, 0° 37′ 44″ est                  | « PA00097882 »                                    | Inscrit                                           | 1978                                              | Manoir de l'Ortière                                           |
| Église Saint-Martin de Mosnes                                 | Mosnes                                         | Place de l'Église                                 | 47° 27′ 20″ nord, 1° 06′ 00″ est                  | « PA00097883 »                                    | Inscrit                                           | 1966                                              | Église Saint-Martin de Mosnes                                 |
| Château de Nazelles (Indre-et-Loire)                          | Nazelles-Négron                                | 16 rue Tue-La-Soif                                | 47° 25′ 54″ nord, 0° 57′ 00″ est                  | « PA00097884 »                                    | Inscrit                                           | 1963                                              | Image manquante Téléverser                                    |
| Église Saint-Pierre de Nazelles                               | Nazelles-Négron                                | Rue de l'Église                                   | 47° 25′ 58″ nord, 0° 57′ 15″ est                  | « PA00097885 »                                    | Inscrit                                           | 1966                                              | Image manquante Téléverser                                    |
| Église Saint-Symphorien de Nazelles-Négron                    | Nazelles-Négron                                |                                                   | 47° 24′ 44″ nord, 0° 57′ 18″ est                  | « PA00097886 »                                    | Inscrit                                           | 1953                                              | Image manquante Téléverser                                    |
| Manoir de Villefrault                                         | Nazelles-Négron                                | Villefrault                                       | 47° 24′ 25″ nord, 0° 56′ 17″ est                  | « PA00097887 »                                    | Inscrit                                           | 1962                                              | Image manquante Téléverser                                    |
| Église Saint-Perpet de Neuil                                  | Neuil                                          | Place de l'Église                                 | 47° 10′ 18″ nord, 0° 30′ 50″ est                  | « PA00097888 »                                    | Inscrit                                           | 1971                                              | Église Saint-Perpet de Neuil                                  |
| Église Saint-Pierre de Neuillé-le-Lierre                      | Neuillé-le-Lierre                              | Place de l'Église                                 | 47° 30′ 42″ nord, 0° 54′ 37″ est                  | « PA00097889 »                                    | Inscrit                                           | 1948                                              | Église Saint-Pierre de Neuillé-le-Lierre                      |
| Château de la Donneterie                                      | Neuillé-Pont-Pierre Également sur Neuvy-le-Roi | R.D. 68                                           | 47° 34′ 24″ nord, 0° 34′ 21″ est                  | « PA00098312 »                                    | Inscrit Classé                                    | 1992 1995                                         | Château de la Donneterie                                      |
| Église Saint-Pierre de Neuillé-Pont-Pierre                    | Neuillé-Pont-Pierre                            |                                                   | 47° 32′ 51″ nord, 0° 32′ 47″ est                  | « PA00097890 »                                    | Inscrit                                           | 1971                                              | Église Saint-Pierre de Neuillé-Pont-Pierre                    |
| Maison                                                        | Neuville-sur-Brenne                            | Le Gravier                                        | 47° 36′ 03″ nord, 0° 54′ 11″ est                  | « PA00097891 »                                    | Inscrit                                           | 1948                                              | Image manquante Téléverser                                    |
| Chapelle Saint-André de Neuvy-le-Roi                          | Neuvy-le-Roi                                   | Rue Saint-André                                   | 47° 36′ 13″ nord, 0° 35′ 44″ est                  | « PA00098314 »                                    | Inscrit                                           | 1992                                              | Image manquante Téléverser                                    |
| Domaine de La Martinière                                      | Neuvy-le-Roi                                   |                                                   | 47° 35′ 20″ nord, 0° 32′ 29″ est                  | « PA37000048 »                                    | Inscrit                                           | 2024                                              | Domaine de La Martinière                                      |
| Domaine de la Donneterie Ferme industrielle de Platé          | Neuvy-le-Roi Également sur Neuillé-Pont-Pierre |                                                   | 47° 34′ 28″ nord, 0° 34′ 20″ est                  | « PA00098313 »                                    | Inscrit Classé                                    | 1992 1995                                         | Domaine de la DonneterieFerme industrielle de Platé           |
| Église Saint-Vincent de Neuvy-le-Roi                          | Neuvy-le-Roi                                   | Grande rue                                        | 47° 36′ 14″ nord, 0° 35′ 38″ est                  | « PA00097892 »                                    | Classé                                            | 1921                                              | Église Saint-Vincent de Neuvy-le-Roi                          |
| Manoir du Rouvre                                              | Neuvy-le-Roi                                   |                                                   | 47° 34′ 47″ nord, 0° 33′ 24″ est                  | « PA00097893 »                                    | Inscrit                                           | 1971                                              | Image manquante Téléverser                                    |
| Château de Noizay                                             | Noizay                                         | Rue du 11-Novembre                                | 47° 25′ 21″ nord, 0° 53′ 31″ est                  | « PA00097894 »                                    | Inscrit                                           | 1974                                              | Château de Noizay                                             |
| Maison Le Grand Coteau                                        | Noizay                                         | 258-269 chemin Francis Poulenc                    | 47° 25′ 29″ nord, 0° 54′ 19″ est                  | « PA00097895 »                                    | Inscrit                                           | 1973                                              | Image manquante Téléverser                                    |
| Manoir d'Anzan                                                | Noizay                                         | 697 chemin Francis Poulenc                        | 47° 25′ 32″ nord, 0° 54′ 37″ est                  | « PA00097896 »                                    | Inscrit                                           | 1982                                              | Image manquante Téléverser                                    |
| Château de Chassetière                                        | Notre-Dame-d'Oé                                |                                                   | 47° 26′ 52″ nord, 0° 41′ 39″ est                  | « PA00097898 »                                    | Inscrit                                           | 1947                                              | Image manquante Téléverser                                    |
| Église Saint-Martin de Nouans-les-Fontaines                   | Nouans-les-Fontaines                           |                                                   | 47° 08′ 12″ nord, 1° 17′ 54″ est                  | « PA00097897 »                                    | Inscrit                                           | 1926                                              | Église Saint-Martin de Nouans-les-Fontaines                   |
| Abbaye de Noyers                                              | Nouâtre                                        | Rue de l'Abbaye Noyers                            | 47° 02′ 06″ nord, 0° 32′ 43″ est                  | « PA00097899 »                                    | Inscrit                                           | 1971                                              | Abbaye de Noyers                                              |
| Vestiges du château de Nouâtre                                | Nouâtre                                        | 11 rue Louis-Bailly                               | 47° 03′ 03″ nord, 0° 32′ 48″ est                  | « PA37000042 »                                    | Inscrit                                           | 2022                                              | Image manquante Téléverser                                    |
| Église Saint-Jean de Noyers                                   | Nouâtre                                        | Rue de l'Église Noyers                            | 47° 02′ 07″ nord, 0° 32′ 55″ est                  | « PA00097900 »                                    | Inscrit                                           | 1971                                              | Église Saint-Jean de Noyers                                   |
| Église Saint-Léger de Nouâtre                                 | Nouâtre                                        | Rue Louis Bailly                                  | 47° 03′ 01″ nord, 0° 32′ 52″ est                  | « PA37000005 »                                    | Classé                                            | 2002                                              | Église Saint-Léger de Nouâtre                                 |
| Église Saint-Vincent d'Orbigny                                | Orbigny                                        | Rue Jeanne d'Arc                                  | 47° 12′ 36″ nord, 1° 14′ 06″ est                  | « PA00097901 »                                    | Inscrit                                           | 1926 2022                                         | Église Saint-Vincent d'Orbigny                                |
| Château du Pressoir                                           | Panzoult                                       |                                                   | 47° 09′ 08″ nord, 0° 23′ 05″ est                  | « PA00097902 »                                    | Inscrit Classé Inscrit                            | 1946 1987 1995                                    | Château du Pressoir                                           |
| Ancien château de Roncée                                      | Panzoult                                       | Rue de la Fuye                                    | 47° 08′ 22″ nord, 0° 25′ 07″ est                  | « PA00097903 »                                    | Classé                                            | 1924                                              | Ancien château de Roncée                                      |
| Église Saint-Vincent de Panzoult                              | Panzoult                                       | Rue de l'Église                                   | 47° 08′ 46″ nord, 0° 24′ 01″ est                  | « PA00097904 »                                    | Inscrit                                           | 1947                                              | Église Saint-Vincent de Panzoult                              |
| Église Saint-Pierre                                           | Parçay-Meslay                                  |                                                   | 47° 26′ 32″ nord, 0° 44′ 44″ est                  | « PA00132563 »                                    | Inscrit Classé                                    | 1994 1996                                         | Église Saint-Pierre                                           |
| Ferme monastique de Meslay                                    | Parçay-Meslay                                  | Rue de Meslay                                     | 47° 27′ 35″ nord, 0° 44′ 44″ est                  | « PA00097905 »                                    | Classé                                            | 1939                                              | Ferme monastique de Meslay                                    |
| Logis seigneurial de Parçay-Meslay                            | Parçay-Meslay                                  | 3 place de l'Église                               | 47° 26′ 32″ nord, 0° 44′ 45″ est                  | « PA37000020 »                                    | Inscrit                                           | 2005                                              | Logis seigneurial de Parçay-Meslay                            |
| Château de la Brèche                                          | Parçay-sur-Vienne                              |                                                   | 47° 06′ 11″ nord, 0° 27′ 59″ est                  | « PA00097906 »                                    | Inscrit                                           | 1984                                              | Château de la Brèche                                          |
| Église Saint-Pierre                                           | Parçay-sur-Vienne                              | Rue du 8-Mai 1945                                 | 47° 06′ 15″ nord, 0° 28′ 40″ est                  | « PA00097907 »                                    | Classé                                            | 1930                                              | Église Saint-Pierre                                           |
| Château du Châtelier                                          | Paulmy                                         | Le Châtelier                                      | 46° 58′ 45″ nord, 0° 48′ 44″ est                  | « PA00097908 »                                    | Inscrit Classé                                    | 1963 1977                                         | Château du Châtelier                                          |
| Pierre Chaude                                                 | Paulmy                                         |                                                   | 46° 58′ 44″ nord, 0° 48′ 12″ est                  | « PA00097909 »                                    | Classé                                            | 1911                                              | Pierre Chaude                                                 |
| Église Saint-Pierre de Perrusson                              | Perrusson                                      | Rue Saint-Pierre                                  | 47° 06′ 01″ nord, 1° 00′ 51″ est                  | « PA00097910 »                                    | Inscrit                                           | 1926                                              | Église Saint-Pierre de Perrusson                              |
| Prieuré de Saint-Genest                                       | Perrusson                                      |                                                   | 47° 08′ 23″ nord, 1° 02′ 15″ est                  | « PA00097911 »                                    | Inscrit                                           | 1928                                              | Prieuré de Saint-Genest                                       |
| Église Saint-Pierre du Petit-Pressigny                        | Le Petit-Pressigny                             | Place de l'Église                                 | 46° 55′ 18″ nord, 0° 55′ 11″ est                  | « PA00097912 »                                    | Inscrit                                           | 1926                                              | Église Saint-Pierre du Petit-Pressigny                        |
| Manoir de Ray                                                 | Le Petit-Pressigny                             |                                                   | 46° 55′ 12″ nord, 0° 54′ 12″ est                  | « PA00097913 »                                    | Inscrit                                           | 1975                                              | Manoir de Ray                                                 |
| Pierre Rirette                                                | Le Petit-Pressigny                             | Les Bordes                                        | à géolocaliser                                    | « PA00097914 »                                    | Classé                                            | 1912                                              | Image manquante Téléverser                                    |
| Château des Fourchettes                                       | Pocé-sur-Cisse                                 |                                                   | 47° 26′ 43″ nord, 1° 00′ 00″ est                  | « PA00097916 »                                    | Inscrit                                           | 1934                                              | Château des Fourchettes                                       |
| Château de Pocé-sur-Cisse                                     | Pocé-sur-Cisse                                 | Le Château de Pocé                                | 47° 26′ 41″ nord, 0° 59′ 12″ est                  | « PA00097915 »                                    | Inscrit                                           | 1937                                              | Château de Pocé-sur-Cisse                                     |
| Pigeonnier de la Restrie                                      | Pocé-sur-Cisse                                 | 110 route de Saint-Ouen-les-Vignes                | 47° 27′ 06″ nord, 0° 59′ 15″ est                  | « PA00097917 »                                    | Inscrit                                           | 1989                                              | Pigeonnier de la Restrie                                      |
| Église de la Sainte-Trinité de Pont-de-Ruan                   | Pont-de-Ruan                                   | Rue Saint-Rémy                                    | 47° 15′ 35″ nord, 0° 34′ 32″ est                  | « PA00097919 »                                    | Inscrit                                           | 1926                                              | Église de la Sainte-Trinité de Pont-de-Ruan                   |
| Manoir de Vonnes                                              | Pont-de-Ruan                                   |                                                   | 47° 16′ 10″ nord, 0° 33′ 59″ est                  | « PA00097920 »                                    | Classé                                            | 1943                                              | Manoir de Vonnes                                              |
| Prieuré Notre-Dame de Relay                                   | Pont-de-Ruan                                   |                                                   | 47° 16′ 26″ nord, 0° 32′ 44″ est                  | « PA00097918 »                                    | Inscrit Classé                                    | 1930 2022 2024                                    | Prieuré Notre-Dame de Relay                                   |
| Abbatiale Saint-Pierre de Preuilly-sur-Claise                 | Preuilly-sur-Claise                            | Place de l'Abbaye                                 | 46° 51′ 12″ nord, 0° 55′ 52″ est                  | « PA00097924 »                                    | Classé                                            | 1840                                              | Abbatiale Saint-Pierre de Preuilly-sur-Claise                 |
| Chapelle de Tous-les-Saints de Preuilly-sur-Claise            | Preuilly-sur-Claise                            | Jardin Public                                     | 46° 51′ 25″ nord, 0° 55′ 28″ est                  | « PA00097921 »                                    | Inscrit                                           | 1953                                              | Chapelle de Tous-les-Saints de Preuilly-sur-Claise            |
| Château de Font-Baudry                                        | Preuilly-sur-Claise                            |                                                   | 46° 51′ 36″ nord, 0° 56′ 10″ est                  | « PA00097922 »                                    | Inscrit                                           | 1963                                              | Château de Font-Baudry                                        |
| Château du Lion (église St Mélaine, poterne)                  | Preuilly-sur-Claise                            |                                                   | 46° 51′ 21″ nord, 0° 55′ 52″ est                  | « PA00097923 »                                    | Inscrit                                           | 1927 1971                                         | Château du Lion (église St Mélaine, poterne)                  |
| Église Notre-Dame-des-Échelles de Preuilly-sur-Claise         | Preuilly-sur-Claise                            | 4 rue Notre-Dame                                  | 46° 51′ 20″ nord, 0° 55′ 47″ est                  | « PA00097925 »                                    | Inscrit                                           | 1987                                              | Église Notre-Dame-des-Échelles de Preuilly-sur-Claise         |
| Hôtel de la Rallière                                          | Preuilly-sur-Claise                            |                                                   | 46° 51′ 12″ nord, 0° 55′ 56″ est                  | « PA00097926 »                                    | Inscrit                                           | 1942                                              | Hôtel de la Rallière                                          |
| Hôtel de ville de Preuilly-sur-Claise (ancien)                | Preuilly-sur-Claise                            | 13 rue Saint-Pierre                               | 46° 51′ 16″ nord, 0° 55′ 50″ est                  | « PA00097927 »                                    | Inscrit                                           | 1929                                              | Hôtel de ville de Preuilly-sur-Claise (ancien)                |
| Hôtel Mestivier des Minières                                  | Preuilly-sur-Claise                            | 8 place de l'Abbaye ; anciennement 10-12          | 46° 51′ 13″ nord, 0° 55′ 49″ est                  | « PA00097928 »                                    | Inscrit                                           | 1941                                              | Hôtel Mestivier des Minières                                  |
| Manoir du Pouët                                               | Preuilly-sur-Claise                            |                                                   | 46° 51′ 47″ nord, 0° 55′ 46″ est                  | « PA00097929 »                                    | Inscrit                                           | 1984                                              | Manoir du Pouët                                               |
| Dolmen de Doux                                                | Pussigny                                       |                                                   | 46° 58′ 44″ nord, 0° 31′ 17″ est                  | « PA00097930 »                                    | Classé                                            | 1945                                              | Image manquante Téléverser                                    |
| Église Saint-Clair de Pussigny                                | Pussigny                                       | Chemin du Port                                    | 46° 59′ 34″ nord, 0° 34′ 12″ est                  | « PA00097931 »                                    | Inscrit                                           | 1947                                              | Église Saint-Clair de Pussigny                                |
| Château de Chargé                                             | Razines                                        |                                                   | 46° 58′ 12″ nord, 0° 23′ 51″ est                  | « PA00097932 »                                    | Inscrit                                           | 1986                                              | Image manquante Téléverser                                    |
| Ancienne église Sainte-Catherine de Razines                   | Razines                                        | Avenue de l'Ancienne Église                       | 46° 58′ 26″ nord, 0° 22′ 20″ est                  | « PA00097933 »                                    | Inscrit                                           | 1950                                              | Image manquante Téléverser                                    |
| Église Saint-Étienne de Reignac-sur-Indre                     | Reignac-sur-Indre                              |                                                   | 47° 13′ 56″ nord, 0° 54′ 58″ est                  | « PA00097934 »                                    | Inscrit                                           | 1926                                              | Église Saint-Étienne de Reignac-sur-Indre                     |
| Château de Louy                                               | Restigné                                       |                                                   | 47° 16′ 49″ nord, 0° 15′ 20″ est                  | « PA00097935 »                                    | Inscrit                                           | 1975                                              | Château de Louy                                               |
| Église Saint-Martin de Restigné                               | Restigné                                       |                                                   | 47° 16′ 51″ nord, 0° 13′ 41″ est                  | « PA00097936 »                                    | Classé                                            | 1908                                              | Église Saint-Martin de Restigné                               |
| Hôtel                                                         | Restigné                                       | 4 rue de Lossay                                   | 47° 16′ 48″ nord, 0° 13′ 43″ est                  | « PA00097937 »                                    | Inscrit                                           | 1962                                              | Hôtel                                                         |
| Manoir de Brulon                                              | Restigné                                       |                                                   | 47° 17′ 51″ nord, 0° 14′ 47″ est                  | « PA00097938 »                                    | Inscrit                                           | 1962                                              | Manoir de Brulon                                              |
| Manoir de la Plâterie                                         | Restigné                                       |                                                   | 47° 17′ 04″ nord, 0° 13′ 56″ est                  | « PA00097939 »                                    | Inscrit                                           | 1971                                              | Manoir de la Plâterie                                         |
| Château de la Côte (Reugny)                                   | Reugny                                         | RD 46                                             | 47° 28′ 14″ nord, 0° 52′ 46″ est                  | « PA00097940 »                                    | Inscrit Classé Inscrit                            | 1930 1989                                         | Image manquante Téléverser                                    |
| Château de La Vallière                                        | Reugny                                         |                                                   | 47° 28′ 59″ nord, 0° 53′ 06″ est                  | « PA00097941 »                                    | Inscrit                                           | 1977                                              | Château de La Vallière                                        |
| Château de Plessis-lès-Tours                                  | La Riche                                       | Rue du Plessis                                    | 47° 22′ 57″ nord, 0° 39′ 38″ est                  | « PA00097942 »                                    | Inscrit                                           | 1927                                              | Château de Plessis-lès-Tours                                  |
| Couvent des Grands Minimes du Plessis-lès-Tours               | La Riche                                       | Chemin des Minimes                                | 47° 22′ 40″ nord, 0° 39′ 40″ est                  | « PA00125367 »                                    | Inscrit                                           | 2007                                              | Couvent des Grands Minimes du Plessis-lès-Tours               |
| Manoir de la Rabaterie                                        | La Riche                                       | 75 à 81 rue Saint-François                        | 47° 23′ 09″ nord, 0° 39′ 57″ est                  | « PA00097943 »                                    | Inscrit                                           | 1948                                              | Image manquante Téléverser                                    |
| Prieuré de Saint-Cosme                                        | La Riche                                       |                                                   | 47° 23′ 20″ nord, 0° 39′ 04″ est                  | « PA00097944 »                                    | Classé Inscrit Classé                             | 1925 1927 1949 1951                               | Prieuré de Saint-Cosme                                        |
|                                                               | Richelieu                                      | Voir Liste des monuments historiques de Richelieu | Voir Liste des monuments historiques de Richelieu | Voir Liste des monuments historiques de Richelieu | Voir Liste des monuments historiques de Richelieu | Voir Liste des monuments historiques de Richelieu | Voir Liste des monuments historiques de Richelieu             |
| Château d'Ussé                                                | Rigny-Ussé                                     |                                                   | 47° 14′ 59″ nord, 0° 17′ 28″ est                  | « PA00098034 »                                    | Inscrit Classé                                    | 1927 1931 1951                                    | Château d'Ussé                                                |
| Église Notre-Dame de Rigny-Ussé                               | Rigny-Ussé                                     | Rue des Fougères                                  | 47° 14′ 53″ nord, 0° 18′ 58″ est                  | « PA00098035 »                                    | Classé                                            | 1930                                              | Église Notre-Dame de Rigny-Ussé                               |
| Église Saint-Loup de Rillé                                    | Rillé                                          | Rue de l'Église                                   | 47° 27′ 03″ nord, 0° 14′ 59″ est                  | « PA00098036 »                                    | Inscrit                                           | 1937                                              | Église Saint-Loup de Rillé                                    |
| Porte fortifiée de Rillé                                      | Rillé                                          | Rue de la Porte fortifiée                         | 47° 27′ 14″ nord, 0° 14′ 52″ est                  | « PA00098037 »                                    | Inscrit                                           | 1935                                              | Porte fortifiée de Rillé                                      |
| Église Saint-Martin de Rilly-sur-Vienne                       | Rilly-sur-Vienne                               | Place de l'Église                                 | 47° 03′ 23″ nord, 0° 29′ 31″ est                  | « PA00098038 »                                    | Inscrit                                           | 1977                                              | Église Saint-Martin de Rilly-sur-Vienne                       |
| Église Notre-Dame de Rivière                                  | Rivière                                        | Rue de la Petite Ruelle                           | 47° 08′ 49″ nord, 0° 16′ 44″ est                  | « PA00098039 »                                    | Classé                                            | 1862                                              | Église Notre-Dame de Rivière                                  |
| Église Saint-Martin de La Roche-Clermault                     | La Roche-Clermault                             |                                                   | 47° 08′ 18″ nord, 0° 11′ 43″ est                  | « PA00098040 »                                    | Classé                                            | 1985                                              | Église Saint-Martin de La Roche-Clermault                     |
| Chapelle troglodyte de Rochecorbon                            | Rochecorbon                                    | Rue de Bellevue                                   | 47° 25′ 03″ nord, 0° 45′ 30″ est                  | « PA00098041 »                                    | Inscrit                                           | 1972                                              | Image manquante Téléverser                                    |
| Château de l'Olivier                                          | Rochecorbon                                    |                                                   | 47° 24′ 23″ nord, 0° 44′ 09″ est                  | « PA00098042 »                                    | Inscrit                                           | 1946                                              | Image manquante Téléverser                                    |
| Château de Vaufoinard                                         | Rochecorbon                                    |                                                   | 47° 25′ 08″ nord, 0° 44′ 53″ est                  | « PA00098043 »                                    | Inscrit                                           | 1946                                              | Château de Vaufoinard                                         |
| Église Notre-Dame de Rochecorbon                              | Rochecorbon                                    |                                                   | 47° 24′ 52″ nord, 0° 45′ 22″ est                  | « PA00098044 »                                    | Classé                                            | 1923                                              | Image manquante Téléverser                                    |
| Église Saint-Georges-sur-Loire de Rochecorbon                 | Rochecorbon                                    | Saint-Georges-sur-Loire                           | 47° 24′ 52″ nord, 0° 45′ 22″ est                  | « PA00098045 »                                    | Classé                                            | 2016                                              | Église Saint-Georges-sur-Loire de Rochecorbon                 |
| Manoir des Basses-Rivières                                    | Rochecorbon                                    |                                                   | 47° 24′ 28″ nord, 0° 44′ 53″ est                  | « PA00098046 »                                    | Inscrit                                           | 1965                                              | Image manquante Téléverser                                    |
| Moulin de Touvoie                                             | Rochecorbon                                    |                                                   | 47° 25′ 18″ nord, 0° 45′ 11″ est                  | « PA00098047 »                                    | Inscrit                                           | 1952                                              | Moulin de Touvoie                                             |
| Oppidum de Château-Chevrier                                   | Rochecorbon                                    | Sentier de l'Oppidum                              | 47° 24′ 37″ nord, 0° 45′ 40″ est                  | « PA00098048 »                                    | Inscrit                                           | 1980 1989                                         | Image manquante Téléverser                                    |
| Tour de la Lanterne                                           | Rochecorbon                                    |                                                   | 47° 24′ 33″ nord, 0° 45′ 19″ est                  | « PA00098049 »                                    | Classé                                            | 1840                                              | Tour de la Lanterne                                           |
| Auberge à pans de bois de Saché                               | Saché                                          | 1 rue du Château Rue Principale                   | 47° 14′ 47″ nord, 0° 32′ 37″ est                  | « PA00098050 »                                    | Inscrit                                           | 1972                                              | Auberge à pans de bois de Saché                               |
| Château de la Chevrière                                       | Saché                                          |                                                   | 47° 15′ 40″ nord, 0° 33′ 01″ est                  | « PA00098052 »                                    | Inscrit                                           | 1971                                              | Image manquante Téléverser                                    |
| Château de Saché                                              | Saché                                          |                                                   | 47° 14′ 45″ nord, 0° 32′ 41″ est                  | « PA00098051 »                                    | Inscrit Classé                                    | 1932 1983                                         | Château de Saché                                              |
| Château de Valesne                                            | Saché                                          |                                                   | 47° 14′ 45″ nord, 0° 33′ 37″ est                  | « PA37000026 »                                    | Inscrit                                           | 2007                                              | Château de Valesne                                            |
| Église Saint-Martin-de-Vertou de Saché                        | Saché                                          |                                                   | 47° 14′ 48″ nord, 0° 32′ 38″ est                  | « PA00098053 »                                    | Inscrit                                           | 1935                                              | Église Saint-Martin-de-Vertou de Saché                        |
| Maison à pans de bois                                         | Saché                                          | 12 rue Principale                                 | 47° 14′ 47″ nord, 0° 32′ 36″ est                  | « PA00098054 »                                    | Inscrit                                           | 1971                                              | Maison à pans de bois                                         |
| Propriété de Calder                                           | Saché                                          | Route du Carroi                                   | 47° 15′ 40″ nord, 0° 32′ 17″ est                  | « PA00132564 »                                    | Inscrit                                           | 1994                                              | Propriété de Calder                                           |
| Dolmen de Mettray                                             | Saint-Antoine-du-Rocher                        | Moulin de Rechausse                               | 47° 27′ 46″ nord, 0° 39′ 01″ est                  | « PA00098055 »                                    | Classé                                            | 1914                                              | Dolmen de Mettray                                             |
| Manoir de la Fosse                                            | Saint-Aubin-le-Dépeint                         |                                                   | 47° 38′ 19″ nord, 0° 23′ 03″ est                  | « PA37000001 »                                    | Inscrit                                           | 1996                                              | Image manquante Téléverser                                    |
| Clos du Bois Rayer                                            | Saint-Avertin                                  | 3 rue du Grand Cèdre                              | 47° 21′ 22″ nord, 0° 42′ 55″ est                  | « PA00098056 »                                    | Inscrit                                           | 1965                                              | Image manquante Téléverser                                    |
| Manoir de la Grand'Cour                                       | Saint-Avertin                                  | 129 rue de Grand-Cour Rue du Vallon-des-Martyrs   | 47° 21′ 25″ nord, 0° 42′ 55″ est                  | « PA00098058 »                                    | Inscrit                                           | 1946 1965 2001                                    | Manoir de la Grand'Cour                                       |
| Ruines du château sur le domaine de Paradis                   | Saint-Avertin                                  | 10 rue des Anciennes Écoles                       | 47° 21′ 59″ nord, 0° 43′ 42″ est                  | « PA00098057 »                                    | Inscrit                                           | 1962                                              | Image manquante Téléverser                                    |
| Manoir de la Sagerie                                          | Saint-Avertin                                  | 115 rue de la Sagerie                             | 47° 21′ 22″ nord, 0° 42′ 32″ est                  | « PA00098059 »                                    | Inscrit                                           | 1942                                              | Manoir de la Sagerie                                          |
| Manoir de la Singerie                                         | Saint-Avertin                                  | 18 rue des Cigognes                               | 47° 21′ 43″ nord, 0° 43′ 26″ est                  | « PA00098060 »                                    | Inscrit                                           | 1950                                              | Manoir de la Singerie                                         |
| Château de Fontenay-Isoré                                     | Tauxigny-Saint-Bauld                           | Saint-Bauld                                       | 47° 10′ 12″ nord, 0° 49′ 55″ est                  | « PA00098061 »                                    | Inscrit                                           | 1949                                              | Image manquante Téléverser                                    |
| Abbaye de Turpenay                                            | Saint-Benoît-la-Forêt                          |                                                   | 47° 14′ 27″ nord, 0° 20′ 59″ est                  | « PA00098062 »                                    | Inscrit                                           | 1948                                              | Abbaye de Turpenay                                            |
| Cave habitée                                                  | Saint-Christophe-sur-le-Nais                   | 2 bis ruelle du Mail                              | 47° 36′ 57″ nord, 0° 28′ 36″ est                  | « PA37000041 »                                    | Inscrit                                           | 2022                                              | Image manquante Téléverser                                    |
| Église Saint-Christophe de Saint-Christophe-sur-le-Nais       | Saint-Christophe-sur-le-Nais                   |                                                   | 47° 37′ 02″ nord, 0° 28′ 40″ est                  | « PA00098066 »                                    | Classé                                            | 1942                                              | Église Saint-Christophe de Saint-Christophe-sur-le-Nais       |
| Manoir de Vaudésir                                            | Saint-Christophe-sur-le-Nais                   |                                                   | 47° 38′ 07″ nord, 0° 28′ 38″ est                  | « PA00098067 »                                    | Inscrit                                           | 2022                                              | Manoir de Vaudésir                                            |
| Église Saint-Cyr-et-Sainte-Julitte de Saint-Cyr-sur-Loire     | Saint-Cyr-sur-Loire                            |                                                   | 47° 23′ 53″ nord, 0° 40′ 02″ est                  | « PA00098068 »                                    | Inscrit                                           | 1926                                              | Église Saint-Cyr-et-Sainte-Julitte de Saint-Cyr-sur-Loire     |
| La Gruette                                                    | Saint-Cyr-sur-Loire                            | Allée de la Gruette                               | 47° 24′ 10″ nord, 0° 39′ 16″ est                  | « PA00098069 »                                    | Classé                                            | 1961                                              | La Gruette                                                    |
| Manoir de la Béchellerie                                      | Saint-Cyr-sur-Loire                            | Allée de la Béchellerie                           | 47° 24′ 39″ nord, 0° 39′ 21″ est                  | « PA00098070 »                                    | Inscrit                                           | 1941                                              | Manoir de la Béchellerie                                      |
| Manoir du Vau Ardau                                           | Saint-Cyr-sur-Loire                            | Rue du Vau Ardau                                  | 47° 24′ 34″ nord, 0° 39′ 25″ est                  | « PA00098071 »                                    | Inscrit                                           | 1963                                              | Image manquante Téléverser                                    |
| Aumônerie de Sainte-Catherine-de-Fierbois                     | Sainte-Catherine-de-Fierbois                   |                                                   | 47° 14′ 19″ nord, 0° 41′ 43″ est                  | « PA00098063 »                                    | Inscrit                                           | 1937                                              | Aumônerie de Sainte-Catherine-de-Fierbois                     |
| Église Sainte-Catherine de Sainte-Catherine-de-Fierbois       | Sainte-Catherine-de-Fierbois                   |                                                   | 47° 09′ 26″ nord, 0° 39′ 19″ est                  | « PA00098064 »                                    | Classé                                            | 1862                                              | Église Sainte-Catherine de Sainte-Catherine-de-Fierbois       |
| Maison du Dauphin                                             | Sainte-Catherine-de-Fierbois                   | Le Bourg                                          | 47° 09′ 26″ nord, 0° 39′ 15″ est                  | « PA00098065 »                                    | Inscrit                                           | 1927 1928                                         | Maison du Dauphin                                             |
| Chapelle Saint-Mesmin de Sainte-Maure-de-Touraine             | Sainte-Maure-de-Touraine                       | Rue Saint-Mesmin                                  | 47° 06′ 35″ nord, 0° 36′ 58″ est                  | « PA00098084 »                                    | Inscrit                                           | 1948                                              | Chapelle Saint-Mesmin de Sainte-Maure-de-Touraine             |
| Château de Sainte-Maure-de-Touraine                           | Sainte-Maure-de-Touraine                       | Rue du Château                                    | 47° 06′ 41″ nord, 0° 37′ 13″ est                  | « PA00098085 »                                    | Inscrit                                           | 1926 1936                                         | Château de Sainte-Maure-de-Touraine                           |
| Église Saint-Blaise de Sainte-Maure-de-Touraine               | Sainte-Maure-de-Touraine                       | Place de l'Église                                 | 47° 06′ 40″ nord, 0° 37′ 11″ est                  | « PA00098086 »                                    | Inscrit                                           | 1926                                              | Église Saint-Blaise de Sainte-Maure-de-Touraine               |
| Halles de Sainte-Maure-de-Touraine                            | Sainte-Maure-de-Touraine                       | Place du Marché Place du Général-Leclerc          | 47° 06′ 47″ nord, 0° 37′ 18″ est                  | « PA00098087 »                                    | Inscrit                                           | 1936 1942                                         | Halles de Sainte-Maure-de-Touraine                            |
| Maison d'Estouteville                                         | Sainte-Maure-de-Touraine                       | 2 rue Auguste Chevalier                           | 47° 06′ 40″ nord, 0° 37′ 06″ est                  | « PA00098088 »                                    | Inscrit                                           | 1947                                              | Maison d'Estouteville                                         |
| Oppidum des Deux Manses                                       | Sainte-Maure-de-Touraine                       | Les Douves                                        | 47° 07′ 12″ nord, 0° 35′ 19″ est                  | « PA00098089 »                                    | Inscrit                                           | 1986                                              | Image manquante Téléverser                                    |
| Dolmen de Boumiers                                            | Sainte-Maure-de-Touraine                       |                                                   | 47° 05′ 03″ nord, 0° 35′ 57″ est                  | « PA37000034 »                                    | Inscrit                                           | 1945                                              | Dolmen de Boumiers                                            |
| Chapelle Notre-Dame-de-Lorette                                | Saint-Épain                                    | La Grange aux Dîmes                               | 47° 08′ 22″ nord, 0° 38′ 15″ est                  | « PA00098072 »                                    | Inscrit                                           | 1954                                              | Chapelle Notre-Dame-de-Lorette                                |
| Château de Montgauger                                         | Saint-Épain                                    |                                                   | 47° 09′ 04″ nord, 0° 33′ 45″ est                  | « PA00098073 »                                    | Inscrit                                           | 1976                                              | Château de Montgauger                                         |
| Église Saint-Épain de Saint-Épain                             | Saint-Épain                                    | Rue de la Prévôté                                 | 47° 08′ 38″ nord, 0° 32′ 10″ est                  | « PA00098074 »                                    | Classé                                            | 1913                                              | Église Saint-Épain de Saint-Épain                             |
| Porte fortifiée de Saint-Épain                                | Saint-Épain                                    | Rue de la Prévôté                                 | 47° 08′ 38″ nord, 0° 32′ 09″ est                  | « PA00098075 »                                    | Classé                                            | 1914                                              | Porte fortifiée de Saint-Épain                                |
| Église Saint-Étienne de Saint-Étienne-de-Chigny               | Saint-Étienne-de-Chigny                        |                                                   | 47° 22′ 15″ nord, 0° 30′ 57″ est                  | « PA00098076 »                                    | Classé                                            | 1942                                              | Église Saint-Étienne de Saint-Étienne-de-Chigny               |
| Manoir d'Andigny                                              | Saint-Étienne-de-Chigny                        |                                                   | 47° 22′ 16″ nord, 0° 31′ 01″ est                  | « PA00098315 »                                    | Inscrit                                           | 1992                                              | Manoir d'Andigny                                              |
| Château du Petit-Thouars                                      | Saint-Germain-sur-Vienne                       |                                                   | 47° 10′ 54″ nord, 0° 06′ 33″ est                  | « PA37000040 »                                    | Inscrit                                           | 2022                                              | Image manquante Téléverser                                    |
| Église Saint-Germain de Saint-Germain-sur-Vienne              | Saint-Germain-sur-Vienne                       |                                                   | 47° 11′ 36″ nord, 0° 06′ 00″ est                  | « PA00098077 »                                    | Classé                                            | 1908                                              | Église Saint-Germain de Saint-Germain-sur-Vienne              |
| Château de Saint-Germain de Saint-Jean-Saint-Germain          | Saint-Jean-Saint-Germain                       |                                                   | 47° 04′ 57″ nord, 1° 04′ 06″ est                  | « PA00098078 »                                    | Inscrit                                           | 1948                                              | Image manquante Téléverser                                    |
| Église Saint-Jean-Baptiste de Saint-Jean-Saint-Germain        | Saint-Jean-Saint-Germain                       |                                                   | 47° 05′ 03″ nord, 1° 02′ 11″ est                  | « PA00098079 »                                    | Classé                                            | 1908                                              | Église Saint-Jean-Baptiste de Saint-Jean-Saint-Germain        |
| Église Saint-Laurent de Saint-Laurent-en-Gâtines              | Saint-Laurent-en-Gâtines                       |                                                   | 47° 35′ 16″ nord, 0° 46′ 40″ est                  | « PA00098080 »                                    | Inscrit                                           | 1927                                              | Église Saint-Laurent de Saint-Laurent-en-Gâtines              |
| Prieuré Notre-Dame de Chenusson                               | Saint-Laurent-en-Gâtines                       | Chenusson                                         | 47° 34′ 32″ nord, 0° 44′ 12″ est                  | « PA00098081 »                                    | Inscrit                                           | 1935                                              | Image manquante Téléverser                                    |
| Barrage de Nitray                                             | Saint-Martin-le-Beau                           |                                                   | 47° 20′ 45″ nord, 0° 53′ 42″ est                  | « PA37000031 » « PA37000030 »                     | Inscrit                                           | 2011                                              | Barrage de Nitray                                             |
| Église Saint-Martin de Saint-Martin-le-Beau                   | Saint-Martin-le-Beau                           |                                                   | 47° 21′ 19″ nord, 0° 54′ 37″ est                  | « PA00098082 »                                    | Inscrit                                           | 1926                                              | Église Saint-Martin de Saint-Martin-le-Beau                   |
| Manoir de Thomas Bohier                                       | Saint-Martin-le-Beau                           | 17 rue de Tours                                   | 47° 21′ 20″ nord, 0° 54′ 31″ est                  | « PA00098083 »                                    | Inscrit                                           | 1926                                              | Manoir de Thomas Bohier                                       |
| Vieux Château de Saint-Michel-sur-Loire                       | Saint-Michel-sur-Loire                         | 2 route de Langeais                               | 47° 18′ 27″ nord, 0° 20′ 57″ est                  | « PA00098090 »                                    | Inscrit                                           | 1973                                              | Vieux Château de Saint-Michel-sur-Loire                       |
| Manoir du Port-Guyet                                          | Saint-Nicolas-de-Bourgueil                     |                                                   | 47° 16′ 50″ nord, 0° 07′ 14″ est                  | « PA00098091 »                                    | Inscrit                                           | 1975                                              | Manoir du Port-Guyet                                          |
| Église Saint-Nicolas de Saint-Nicolas-des-Motets              | Saint-Nicolas-des-Motets                       |                                                   | 47° 35′ 07″ nord, 1° 02′ 13″ est                  | « PA00098092 »                                    | Classé                                            | 1966                                              | Église Saint-Nicolas de Saint-Nicolas-des-Motets              |
| Église Saint-Ouen de Saint-Ouen-les-Vignes                    | Saint-Ouen-les-Vignes                          |                                                   | 47° 28′ 05″ nord, 0° 59′ 41″ est                  | « PA00098093 »                                    | Classé                                            | 1936                                              | Église Saint-Ouen de Saint-Ouen-les-Vignes                    |
| Abbaye de la Clarté-Dieu (Saint-Paterne)                      | Saint-Paterne-Racan                            |                                                   | 47° 36′ 06″ nord, 0° 27′ 23″ est                  | « PA00098094 »                                    | Inscrit Classé                                    | 2006 2011                                         | Abbaye de la Clarté-Dieu (Saint-Paterne)                      |
| Château d'Hodebert                                            | Saint-Paterne-Racan                            |                                                   | 47° 36′ 16″ nord, 0° 27′ 59″ est                  | « PA37000027 »                                    | Inscrit                                           | 2009                                              | Château d'Hodebert                                            |
| Château de la Roche Racan                                     | Saint-Paterne-Racan                            |                                                   | 47° 35′ 25″ nord, 0° 30′ 00″ est                  | « PA00098095 »                                    | Inscrit                                           | 1947                                              | Château de la Roche Racan                                     |
| Église Saint-Paterne de Saint-Paterne-Racan                   | Saint-Paterne-Racan                            |                                                   | 47° 36′ 11″ nord, 0° 29′ 02″ est                  | « PA00098096 »                                    | Inscrit                                           | 1947                                              | Église Saint-Paterne de Saint-Paterne-Racan                   |
| Château de Rochecotte                                         | Saint-Patrice                                  |                                                   | 47° 17′ 14″ nord, 0° 18′ 24″ est                  | « PA00098097 »                                    | Inscrit                                           | 1948                                              | Château de Rochecotte                                         |
| Ancienne église Saint-Patrice de Saint-Patrice                | Saint-Patrice                                  |                                                   | 47° 17′ 29″ nord, 0° 19′ 11″ est                  | « PA00098098 »                                    | Inscrit                                           | 1948                                              | Image manquante Téléverser                                    |
| Château des Roches                                            | Saint-Quentin-sur-Indrois                      |                                                   | 47° 12′ 11″ nord, 1° 01′ 52″ est                  | « PA00098099 »                                    | Inscrit                                           | 1971                                              | Château des Roches                                            |
| Église Saint-Quentin de Saint-Quentin-sur-Indrois             | Saint-Quentin-sur-Indrois                      |                                                   | 47° 12′ 16″ nord, 1° 01′ 25″ est                  | « PA00098100 »                                    | Inscrit                                           | 1926                                              | Église Saint-Quentin de Saint-Quentin-sur-Indrois             |
| Église Saint-Gervais-Saint-Protais de Savonnières             | Savonnières                                    |                                                   | 47° 20′ 52″ nord, 0° 32′ 43″ est                  | « PA00098102 »                                    | Classé                                            | 1973                                              | Église Saint-Gervais-Saint-Protais de Savonnières             |
| Manoir de La Carmerie                                         | Savonnières                                    | La Carmerie                                       | 47° 20′ 15″ nord, 0° 34′ 08″ est                  | « PA00098103 »                                    | Inscrit                                           | 1962                                              | Manoir de La Carmerie                                         |
| Manoir du Plessis                                             | Savonnières                                    |                                                   | 47° 20′ 42″ nord, 0° 33′ 48″ est                  | « PA00098104 »                                    | Inscrit                                           | 1948                                              | Manoir du Plessis                                             |
| Église Saint-Hilaire de Sazilly                               | Sazilly                                        |                                                   | 47° 08′ 09″ nord, 0° 20′ 29″ est                  | « PA00098105 »                                    | Inscrit                                           | 1926                                              | Église Saint-Hilaire de Sazilly                               |
| Château de Dolbeau                                            | Semblançay                                     |                                                   | 47° 30′ 13″ nord, 0° 34′ 28″ est                  | « PA37000036 »                                    | Inscrit                                           | 2014                                              | Château de Dolbeau                                            |
| Château du Grand Launay                                       | Semblançay                                     |                                                   | 47° 30′ 36″ nord, 0° 34′ 20″ est                  | « PA00098107 »                                    | Inscrit                                           | 1932                                              | Image manquante Téléverser                                    |
| Château de Semblançay                                         | Semblançay                                     |                                                   | 47° 29′ 56″ nord, 0° 34′ 59″ est                  | « PA00098106 »                                    | Inscrit                                           | 1947                                              | Château de Semblançay                                         |
| Église Saint-Martin de Semblancay                             | Semblançay                                     |                                                   | 47° 29′ 55″ nord, 0° 34′ 47″ est                  | « PA00098108 »                                    | Inscrit                                           | 1946                                              | Église Saint-Martin de Semblancay                             |
| Chapelle Saint-Jean du Liget                                  | Sennevières                                    |                                                   | 47° 08′ 20″ nord, 1° 07′ 18″ est                  | « PA00098109 »                                    | Classé                                            | 1862                                              | Chapelle Saint-Jean du Liget                                  |
| Église Saint-Leubais de Sennevières                           | Sennevières                                    | Rue du Lavoir                                     | 47° 06′ 23″ nord, 1° 06′ 10″ est                  | « PA00098110 »                                    | Inscrit                                           | 1939                                              | Église Saint-Leubais de Sennevières                           |
| Pyramide des Chartreux                                        | Sennevières                                    | R.N. 760 Route forestière Georges-d'Amboise       | 47° 08′ 00″ nord, 1° 05′ 42″ est                  | « PA00098111 »                                    | Inscrit                                           | 1956                                              | Pyramide des Chartreux                                        |
| Château de Sepmes                                             | Sepmes                                         | Rue de la République                              | 47° 04′ 01″ nord, 0° 40′ 31″ est                  | « PA00098112 »                                    | Classé Inscrit                                    | 1977                                              | Château de Sepmes                                             |
| Église Notre-Dame de Sepmes                                   | Sepmes                                         |                                                   | 47° 04′ 03″ nord, 0° 40′ 27″ est                  | « PA37000028 »                                    | Inscrit                                           | 2010                                              | Église Notre-Dame de Sepmes                                   |
| Abbaye de Seuilly                                             | Seuilly                                        |                                                   | 47° 08′ 08″ nord, 0° 10′ 16″ est                  | « PA00098113 »                                    | Inscrit                                           | 1948                                              | Abbaye de Seuilly                                             |
| Château du Coudray-Montpensier                                | Seuilly                                        |                                                   | 47° 07′ 34″ nord, 0° 10′ 07″ est                  | « PA00098114 »                                    | Inscrit Classé                                    | 1995 1999                                         | Château du Coudray-Montpensier                                |
| Maison de Rabelais                                            | Seuilly                                        | La Devinière                                      | 47° 08′ 26″ nord, 0° 10′ 42″ est                  | « PA00098115 »                                    | Classé                                            | 1930 1951                                         | Maison de Rabelais                                            |
| Château des Cartes                                            | Sonzay                                         |                                                   | 47° 31′ 58″ nord, 0° 26′ 22″ est                  | « PA00098116 »                                    | Inscrit                                           | 1948                                              | Château des Cartes                                            |
| Château de la Motte - Sonzay                                  | Sonzay                                         | La Motte                                          | 47° 30′ 43″ nord, 0° 27′ 47″ est                  | « PA00098117 »                                    | Classé                                            | 1959                                              | Château de la Motte - Sonzay                                  |
| Église Saint-Michel de Souvigné                               | Souvigné                                       |                                                   | 47° 31′ 18″ nord, 0° 23′ 50″ est                  | « PA00098118 »                                    | Inscrit                                           | 1926                                              | Église Saint-Michel de Souvigné                               |
| Église Saint-Saturnin de Souvigny-de-Touraine                 | Souvigny-de-Touraine                           |                                                   | 47° 24′ 42″ nord, 1° 05′ 28″ est                  | « PA00098119 »                                    | Inscrit                                           | 1948                                              | Église Saint-Saturnin de Souvigny-de-Touraine                 |
| Église Saint-Martin de Sublaines                              | Sublaines                                      |                                                   | 47° 15′ 46″ nord, 0° 59′ 32″ est                  | « PA00098120 »                                    | Inscrit                                           | 1948                                              | Église Saint-Martin de Sublaines                              |
| Ferme de Cours                                                | Sublaines                                      |                                                   | 47° 17′ 05″ nord, 0° 58′ 51″ est                  | « PA00098121 »                                    | Inscrit                                           | 1963                                              | Ferme de Cours                                                |
| Église Saint-Martin de Tauxigny                               | Tauxigny-Saint-Bauld                           | Tauxigny Place Saint-Martin                       | 47° 12′ 55″ nord, 0° 50′ 02″ est                  | « PA00098122 »                                    | Inscrit                                           | 1926                                              | Église Saint-Martin de Tauxigny                               |
| Ancienne église Notre-Dame de Tavant                          | Tavant                                         | Place Sainte-Anne                                 | 47° 07′ 36″ nord, 0° 23′ 25″ est                  | « PA00098124 »                                    | Inscrit                                           | 1948                                              | Ancienne église Notre-Dame de Tavant                          |
| Église Saint-Nicolas de Tavant                                | Tavant                                         | Rue Saint-Nicolas                                 | 47° 07′ 30″ nord, 0° 23′ 20″ est                  | « PA00098123 »                                    | Classé                                            | 1908                                              | Église Saint-Nicolas de Tavant                                |
| Château du Grand-Châtelet                                     | Thilouze                                       |                                                   | 47° 13′ 26″ nord, 0° 36′ 00″ est                  | « PA00098125 »                                    | Classé                                            | 1962                                              | Image manquante Téléverser                                    |
| Église Saint-Antoine de Thilouze                              | Thilouze                                       | Le Bourg                                          | 47° 13′ 25″ nord, 0° 34′ 48″ est                  | « PA00098126 »                                    | Inscrit                                           | 1959                                              | Église Saint-Antoine de Thilouze                              |
| Château de Frau                                               | Thizay                                         |                                                   | 47° 09′ 48″ nord, 0° 09′ 07″ est                  | « PA00098127 »                                    | Inscrit                                           | 1971                                              | Image manquante Téléverser                                    |
|                                                               | Tours                                          | Voir Liste des monuments historiques de Tours     | Voir Liste des monuments historiques de Tours     | Voir Liste des monuments historiques de Tours     | Voir Liste des monuments historiques de Tours     | Voir Liste des monuments historiques de Tours     | Voir Liste des monuments historiques de Tours                 |
| Chapelle Saint-Blaise de Truyes                               | Truyes                                         | Place de l'Église                                 | 47° 16′ 31″ nord, 0° 49′ 52″ est                  | « PA00098268 »                                    | Inscrit                                           | 1995                                              | Chapelle Saint-Blaise de Truyes                               |
| Église Saint-Martin de Truyes                                 | Truyes                                         |                                                   | 47° 16′ 23″ nord, 0° 50′ 55″ est                  | « PA00098269 »                                    | Classé                                            | 1908                                              | Église Saint-Martin de Truyes                                 |
| Château de Saint-Sénoch                                       | Varennes                                       |                                                   | 47° 03′ 51″ nord, 0° 55′ 11″ est                  | « PA00098270 »                                    | Inscrit                                           | 1963                                              | Château de Saint-Sénoch                                       |
| Chapelle Saint-Laurent de Veigné                              | Veigné                                         |                                                   | 47° 18′ 49″ nord, 0° 41′ 31″ est                  | « PA00098271 »                                    | Inscrit                                           | 1973                                              | Chapelle Saint-Laurent de Veigné                              |
| Château de Couzières                                          | Veigné                                         | Rue de Fontiville                                 | 47° 17′ 42″ nord, 0° 44′ 07″ est                  | « PA00098272 »                                    | Inscrit                                           | 1950                                              | Château de Couzières                                          |
| Église Saint-Maixent de Veigné                                | Veigné                                         |                                                   | 47° 17′ 16″ nord, 0° 44′ 12″ est                  | « PA00098273 »                                    | Inscrit                                           | 1961                                              | Église Saint-Maixent de Veigné                                |
| Manoir de Beaupré                                             | Veigné                                         |                                                   | 47° 17′ 15″ nord, 0° 41′ 11″ est                  | « PA00098307 »                                    | Inscrit                                           | 1991                                              | Image manquante Téléverser                                    |
| Manoir de la Belle Jonchère                                   | Veigné                                         | Route de Saint-Branchs                            | 47° 15′ 35″ nord, 0° 45′ 09″ est                  | « PA00098274 »                                    | Inscrit                                           | 1950                                              | Manoir de la Belle Jonchère                                   |
| Église Notre-Dame de Véretz                                   | Véretz                                         |                                                   | 47° 21′ 36″ nord, 0° 48′ 16″ est                  | « PA00098275 »                                    | Classé                                            | 2022                                              | Église Notre-Dame de Véretz                                   |
| Maison de la Chavonnière                                      | Véretz                                         | Chemin de la Chavonnière                          | 47° 20′ 44″ nord, 0° 49′ 06″ est                  | « PA00098276 »                                    | Inscrit                                           | 1972                                              | Maison de la Chavonnière                                      |
| Château de la Tour du Raynier                                 | Verneuil-le-Château                            | La Tour du Raynier                                | 47° 03′ 23″ nord, 0° 28′ 05″ est                  | « PA00098277 »                                    | Inscrit                                           | 1963                                              | Image manquante Téléverser                                    |
| Église Saint-Hilaire de Verneuil-le-Château                   | Verneuil-le-Château                            | Rue du Moulin                                     | 47° 02′ 21″ nord, 0° 27′ 23″ est                  | « PA00098278 »                                    | Inscrit                                           | 1962                                              | Église Saint-Hilaire de Verneuil-le-Château                   |
| Château de Verneuil-sur-Indre                                 | Verneuil-sur-Indre                             |                                                   | 47° 03′ 19″ nord, 1° 02′ 23″ est                  | « PA00098279 »                                    | Inscrit                                           | 1975                                              | Château de Verneuil-sur-Indre                                 |
| Chapelle des Archevêques de Vernou-sur-Brenne                 | Vernou-sur-Brenne                              | Rue Pasteur                                       | 47° 25′ 19″ nord, 0° 50′ 46″ est                  | « PA00098280 »                                    | Classé                                            | 1965                                              | Image manquante Téléverser                                    |
| Château de Jallanges                                          | Vernou-sur-Brenne                              |                                                   | 47° 26′ 41″ nord, 0° 49′ 47″ est                  | « PA00098281 »                                    | Inscrit                                           | 1946                                              | Château de Jallanges                                          |
| Édifice gallo-romain de Vernou-sur-Brenne                     | Vernou-sur-Brenne                              | 3 rue Aristide-Briand                             | 47° 25′ 18″ nord, 0° 50′ 42″ est                  | « PA00098282 »                                    | Inscrit                                           | 1947                                              | Édifice gallo-romain de Vernou-sur-Brenne                     |
| Église de la Sainte-Trinité de Vernou-sur-Brenne              | Vernou-sur-Brenne                              |                                                   | 47° 25′ 17″ nord, 0° 50′ 45″ est                  | « PA00098283 »                                    | Classé Inscrit                                    | 1862 1946                                         | Église de la Sainte-Trinité de Vernou-sur-Brenne              |
| Manoir du Bas-Cousse                                          | Vernou-sur-Brenne                              | Le Bas-Cousse                                     | 47° 26′ 51″ nord, 0° 50′ 41″ est                  | « PA00098284 »                                    | Inscrit                                           | 1947                                              | Image manquante Téléverser                                    |
| Manoir du Clos de Pouvray                                     | Vernou-sur-Brenne                              |                                                   | 47° 26′ 07″ nord, 0° 50′ 45″ est                  | « PA00098285 »                                    | Inscrit                                           | 1964                                              | Image manquante Téléverser                                    |
| Église Saint-André de Villaines-les-Rochers                   | Villaines-les-Rochers                          | Le Bourg Rue de l'Église                          | 47° 13′ 14″ nord, 0° 29′ 46″ est                  | « PA37000010 »                                    | Classé                                            | 2002                                              | Église Saint-André de Villaines-les-Rochers                   |
| Château de Villandry                                          | Villandry                                      |                                                   | 47° 20′ 27″ nord, 0° 30′ 52″ est                  | « PA00098286 »                                    | Inscrit Classé                                    | 1927 1934                                         | Château de Villandry                                          |
| Église Saint-Étienne de Villandry                             | Villandry                                      |                                                   | 47° 20′ 23″ nord, 0° 30′ 42″ est                  | « PA00098287 »                                    | Inscrit Inscrit                                   | 1926 2011                                         | Église Saint-Étienne de Villandry                             |
| Manoir de Foncher                                             | Villandry                                      | Fonché                                            | 47° 20′ 46″ nord, 0° 30′ 18″ est                  | « PA00098288 »                                    | Inscrit                                           | 1962                                              | Manoir de Foncher                                             |
| Église Notre-Dame de La Ville-aux-Dames                       | La Ville-aux-Dames                             |                                                   | 47° 23′ 46″ nord, 0° 45′ 45″ est                  | « PA00098289 »                                    | Inscrit                                           | 1947                                              | Église Notre-Dame de La Ville-aux-Dames                       |
| Abbaye de Gastines                                            | Villedômer                                     | Gâtines                                           | 47° 34′ 15″ nord, 0° 50′ 41″ est                  | « PA00098290 »                                    | Inscrit                                           | 1948                                              | Image manquante Téléverser                                    |
| Château de la Noue                                            | Villedômer                                     |                                                   | 47° 32′ 34″ nord, 0° 52′ 08″ est                  | « PA00098292 »                                    | Inscrit                                           | 1948                                              | Château de la Noue                                            |
| Église Saint-Vincent de Villedômer                            | Villedômer                                     |                                                   | 47° 32′ 45″ nord, 0° 53′ 21″ est                  | « PA00098291 »                                    | Inscrit                                           | 1948                                              | Image manquante Téléverser                                    |
| Abbaye Saint-Sauveur de Villeloin                             | Villeloin-Coulangé                             |                                                   | 47° 08′ 27″ nord, 1° 13′ 18″ est                  | « PA00098293 »                                    | Inscrit                                           | 1927                                              | Abbaye Saint-Sauveur de Villeloin                             |
| Ancienne église paroissiale de Villeloin                      | Villeloin-Coulangé                             | 10 rue de l’ Ancienne église                      | 47° 08′ 27″ nord, 1° 13′ 29″ est                  | « PA37000043 »                                    | Inscrit                                           | 2022                                              | Image manquante Téléverser                                    |
| Prieuré Notre-Dame et Saint-Étienne de Villiers               | Villeloin-Coulangé                             |                                                   | 47° 07′ 53″ nord, 1° 11′ 30″ est                  | « PA00098294 »                                    | Inscrit                                           | 1988                                              | Prieuré Notre-Dame et Saint-Étienne de Villiers               |
| Château de Boisbonnard                                        | Villeperdue                                    | Allée du Château                                  | 47° 11′ 52″ nord, 0° 37′ 47″ est                  | « PA00098302 »                                    | Inscrit                                           | 1990                                              | Château de Boisbonnard                                        |
| Chapelle de Plainchêne                                        | Villiers-au-Bouin                              |                                                   | 47° 34′ 43″ nord, 0° 14′ 11″ est                  | « PA00098295 »                                    | Inscrit                                           | 1948                                              | Image manquante Téléverser                                    |
| Église Saint-Pierre de Villiers-au-Bouin                      | Villiers-au-Bouin                              | Place du 8-mai-1945                               | 47° 34′ 30″ nord, 0° 18′ 49″ est                  | « PA00132566 »                                    | Inscrit                                           | 1994                                              | Église Saint-Pierre de Villiers-au-Bouin                      |
| Château du Verger                                             | Vou                                            |                                                   | 47° 05′ 27″ nord, 0° 51′ 30″ est                  | « PA00098296 »                                    | Inscrit                                           | 1977                                              | Image manquante Téléverser                                    |
| Église Saint-Pierre-ès-Liens de Vou                           | Vou                                            |                                                   | 47° 05′ 08″ nord, 0° 51′ 32″ est                  | « PA00098297 »                                    | Inscrit                                           | 1973                                              | Église Saint-Pierre-ès-Liens de Vou                           |
| Manoir de la Roche-de-Gennes                                  | Vou                                            |                                                   | 47° 04′ 23″ nord, 0° 50′ 51″ est                  | « PA00098298 »                                    | Inscrit                                           | 1972                                              | Image manquante Téléverser                                    |
| Chapelle troglodyte de l'Écheneau                             | Vouvray                                        | Rue du Petit Coteau                               | 47° 24′ 43″ nord, 0° 47′ 27″ est                  | « PA00098299 »                                    | Inscrit                                           | 1966                                              | Image manquante Téléverser                                    |
| Manoir du Plessis                                             | Vouvray                                        |                                                   | 47° 26′ 18″ nord, 0° 47′ 07″ est                  | « PA00098300 »                                    | Inscrit                                           | 1981                                              | Image manquante Téléverser                                    |
| Manoir de Granges                                             | Yzeures-sur-Creuse                             | Petit-Grange                                      | 46° 47′ 46″ nord, 0° 50′ 29″ est                  | « PA00098301 »                                    | Inscrit                                           | 1962                                              | Image manquante Téléverser                                    |
| Manoir de Thou                                                | Yzeures-sur-Creuse                             |                                                   | 46° 45′ 23″ nord, 0° 52′ 27″ est                  | « PA37000017 »                                    | Inscrit                                           | 2003                                              | Manoir de Thou                                                |